# Jamaica en los Juegos Paralímpicos de Heidelberg 1972
Jamaica estuvo representada en los Juegos Paralímpicos de Heidelberg 1972 por un total de 20 deportistas, 13 hombres y siete mujeres.

## Medallistas
El equipo paralímpico jamaicano obtuvo las siguientes medallas:
| Nombre                                     | Deporte                       | Evento                          |
| ------------------------------------------ | ----------------------------- | ------------------------------- |
| Oro                                        |                               |                                 |
| Leone Williams                             | Atletismo                     | Disco 5 femenino                |
| Rohne                                      | Atletismo                     | 60 m silla de ruedas 5 femenino |
| Patrick Reid                               | Atletismo                     | Disco 1B masculino              |
| Patrick Reid                               | Atletismo                     | Pentatlón 1B masculino          |
| Pearson                                    | Halterofilia                  | Peso pluma masculino            |
| Nella McPherson                            | Natación                      | 50 m braza 3 femenino           |
| Nella McPherson                            | Natación                      | 75 m estilos 3 femenino         |
| Patrick Reid                               | Natación                      | 25 m braza 1B masculino         |
| Plata                                      |                               |                                 |
| Equipo                                     | Baloncesto en silla de ruedas | Torneo femenino                 |
| Mullings                                   | Natación                      | 25 m braza 2 femenino           |
| Leone Williams                             | Natación                      | 100 m espalda 6 femenino        |
| Bronce                                     |                               |                                 |
| Nella McPherson Leone Williams Lewis Rhone | Atletismo                     | 4 × 40 m clase abierta femenino |
| Nella McPherson                            | Natación                      | 50 m espalda 3 femenino         |
| Mullings                                   | Natación                      | 75 m estilos 2 femenino         |
| Patrick Reid                               | Natación                      | 25 m espalda 1B masculino       |